# Braunia
Braunia là một chi rêu trong họ Hedwigiaceae.